# Dasypogon regenstreifi
Dasypogon regenstreifi là một loài ruồi trong họ Asilidae. Dasypogon regenstreifi được Weinberg miêu tả năm 1986. Loài này phân bố ở vùng Cổ Bắc giới và châu Á.